# Helminthosporium
Helminthosporium és un gènere de fongs ascomicots de l'ordre dels pleosporals (Pleosporales). Inclou unes 100 espècies, algunes de les quals són fitopatògenes.

## Algunes espècies
- Helminthosporium apiculatum
- Helminthosporium asterinum
- Helminthosporiunm caladii
- Helminthosporium cantonense
- Helminthosporium cilindricum
- Helminthosporium decacuminatum
- Helminthosporium dendroideum
- Helminthosporium densum
- Helminthosporium dorycarpum
- Helminthosporium festucae
- Helminthosporium foveolatum
- Helminthosporium macilentum
- Helminthosporium minimum
- Helminthosporium parvum
- Helminthosporium scolecoides
- Helminthosporium solani
- Helminthosporium turbinatum
- Helminthosporium velutinum